# Хосикава
Принц Хосикава (полное имя Хосикава-но Вакамия; погиб в 479/480) — сын императора Ямато Юряку. После смерти отца попытался захватить престол и был убит.
Мать Хосикавы Вака-пимэ была женой представителя аристократического рода Киби. Император Юряку, прослышав о её красоте, отослал её мужа в Корею, а Вака-пимэ сделал своей наложницей. Эти события, согласно «Нихон сёки», стали причиной мятежа рода Киби (463 год). В первом браке Вака-пимэ родила двух сыновей, от императора у неё родился ещё один сын — Хосикава-но Вакамия.
Перед смертью в 479 году Юряку составил завещание, согласно которому его наследником становился один из младших сыновей — Сирака (впоследствии император Сэйнэй). Хосикаве было отказано в наследстве, так как он, по словам императора, «лелеял в душе супротивные, дурные помыслы» и не смог бы править совместно с братьями. Император попросил своих приближённых не допустить насилия. Тем не менее сразу после смерти отца Хосикава по совету матери занял управу казны. Приближённые наследного принца окружили управу войсками и подожгли её. В огне погибли Хосикава, его мать и старший единоутробный брат.